# 3000 Леонардо
3000 Леонардо (енгл. 3000 Leonardo) је астероид главног астероидног појаса чија средња удаљеност од Сунца износи 2,351 астрономских јединица (АЈ).
Апсолутна магнитуда астероида је 13,0.